# J Balvin

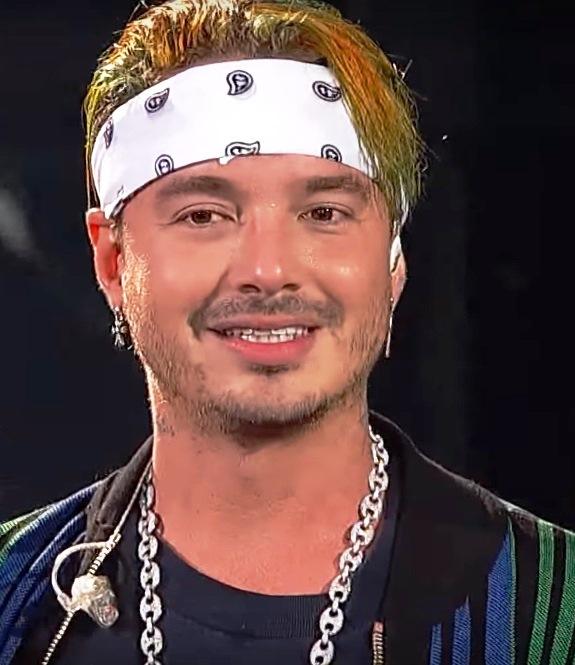
J Balvin (2017)

J Balvin (* 7. Mai 1985 als José Álvaro Osorio Balvín in Medellín) ist ein kolumbianischer Reggaeton-Sänger. Er zählt zu den kommerziell erfolgreichsten Interpreten des Latin Pop.

## Biografie
Er unterschrieb 2009 einen Plattenvertrag mit EMI Columbia und stieg Mitte 2010 mit seiner ersten Single Ella me cautivó nicht nur in seiner Heimat, sondern auch in den USA in die Tropical-Songs-Charts von Billboard ein. Sein Debütalbum Real blieb jedoch außerhalb Kolumbiens erfolglos. 2011 beteiligte er sich am Soundtrack des Films El negocio und landete mit Sin compromiso und En lo oscuro zwei größere Hits in seiner Heimat.
Zwei Jahre später wurde für den kolumbianischen Markt eine Coverversion von Blurred Lines von Robin Thicke mit Balvin als Gastsänger veröffentlicht. Kurz darauf erschien sein zweites Album La familia mit der Single Yo te lo dije. Damit etablierte er sich neben seiner Heimat auch in den US-Latincharts; das Lied wurde in USA mit Doppelplatin in der Kategorie Latin ausgezeichnet, ein weiterer Albumsong, Tranquila, erreichte Platinstatus. Mit dem Puerto-Ricaner Farruko veröffentlichte er ebenfalls 2013 die Single 6 AM, für die sie die Diamantauszeichnung (10-fach-Platin) bekamen.
Mit diesem Lied startete J Balvin im Jahr darauf auch in Spanien und hatte einen ersten Hit. Größeren Erfolg verbuchte die gleichzeitig veröffentlichte Zusammenarbeit mit der rumänischen Sängerin Inna. Diese trägt den Titel Cola Song und wurde ein Top-10-Hit, worauf eine erste Platzierung in der Schweiz und Deutschland folgte. Anfang 2015 landete er mit Ay vamos seinen ersten Nummer-eins-Hit in den US-Latincharts und seine zweite Diamantsingle. Außerdem wurde er für die Veröffentlichung mit einem Latin Grammy in der Kategorie Mejor canción urbana ausgezeichnet. Das Lied war auch auf dem Soundtrack zum Film Fast & Furious 7 enthalten. Übertroffen wurde das noch im selben Jahr vom Song Ginza, mit dem er erstmals die offiziellen US-Singlecharts erreichte und bis auf Platz eins der spanischen Charts vorrückte. In Spanien wurde er dafür mit Doppelplatin ausgezeichnet.
Im Mai 2016 veröffentlichte J Balvin das Lied Bobo, das seinen Erfolg in Lateinamerika fortführte. So erreichte er in den US-amerikanischen Latin-Single-Charts ein weiteres Mal Platz eins und rückte bis auf Platz 13 der spanischen Single-Charts vor, woraufhin eine Auszeichnung mit Doppelplatin folgte. Nur wenige Tage später veröffentlichte er Safari, eine Kollaboration mit dem US-Musiker Pharrell Williams und BIA & Sky. Der Track war sein zweiter Nummer-eins-Hit und erreichte vierfach-Platin-Status. Pierde los modales, ein mit Daddy Yankee entstandener Album-Track, erreichte ebenfalls die spanischen Single-Charts sowie auch Schallplattenstatus.
Nachdem er in Mitteleuropa Anfang 2017 mit dem in Zusammenarbeit mit Pitbull und Ex-Fifth-Harmony-Mitglied Camila Cabello entstandenen Lied Hey Ma Erfolg gehabt hatte, landete er im August 2017 einen weltweiten Sommerhit-Kandidaten. Neben Despacito und Subeme La Radio war das mit Mi gente betitelte Lied eines der erfolgreichsten spanischsprachigen Lieder des Jahres und erreichte in über 25 Ländern Top-10-Platzierungen. Neben J Balvin beteiligte sich auch der französische Sänger und Produzent Willy William an dem Track.

## Soziales Engagement
Wegen der venezolanischen Wirtschaftskrise und der Situation an der Grenze des Landes zu Kolumbien, wo Tausende von Kolumbianern gewaltsam abgeschoben wurden, hat er die Social-Media-Kampagne #LatinosSomosFamilia (Wir Latinos sind Familie) gegründet. Er ermutigt seine Fans, eine Petition zur Unterstützung der vertriebenen Opfer zu unterschreiben. J Balvin setzt sich auch für LGBT-Rechte ein.

## Diskografie
Studioalben

| Jahr | Titel Musiklabel                     | Höchstplatzierung, Gesamtwochen, AuszeichnungChartplatzierungen (Jahr, Titel, Musiklabel, Platzierungen, Wochen, Auszeichnungen, Anmerkungen) | Höchstplatzierung, Gesamtwochen, AuszeichnungChartplatzierungen (Jahr, Titel, Musiklabel, Platzierungen, Wochen, Auszeichnungen, Anmerkungen) | Höchstplatzierung, Gesamtwochen, AuszeichnungChartplatzierungen (Jahr, Titel, Musiklabel, Platzierungen, Wochen, Auszeichnungen, Anmerkungen) | Höchstplatzierung, Gesamtwochen, AuszeichnungChartplatzierungen (Jahr, Titel, Musiklabel, Platzierungen, Wochen, Auszeichnungen, Anmerkungen) | Höchstplatzierung, Gesamtwochen, AuszeichnungChartplatzierungen (Jahr, Titel, Musiklabel, Platzierungen, Wochen, Auszeichnungen, Anmerkungen) | Höchstplatzierung, Gesamtwochen, AuszeichnungChartplatzierungen (Jahr, Titel, Musiklabel, Platzierungen, Wochen, Auszeichnungen, Anmerkungen) | Höchstplatzierung, Gesamtwochen, AuszeichnungChartplatzierungen (Jahr, Titel, Musiklabel, Platzierungen, Wochen, Auszeichnungen, Anmerkungen) | Höchstplatzierung, Gesamtwochen, AuszeichnungChartplatzierungen (Jahr, Titel, Musiklabel, Platzierungen, Wochen, Auszeichnungen, Anmerkungen) | Anmerkungen                                       |
| Jahr | Titel Musiklabel                     | DE | AT | CH | UK | US | Latin | ES | CO | Anmerkungen                                       |
| ---- | ------------------------------------ | --- | --- | --- | --- | --- | --- | --- | --- | ------------------------------------------------- |
| 2010 | Real EMI Music                       | — | — | — | — | — | — | — | CO— GoldCO | Erstveröffentlichung: 7. Mai 2010                 |
| 2011 | El negocio EMI Music                 | — | — | — | — | — | — | — | — | Erstveröffentlichung: 25. März 2011               |
| 2013 | La familia Capitol Records (UMG)     | — | — | — | — | — | Latin10 (168 Wo.)Latin | — | CO— ×5FünffachplatinCO | Erstveröffentlichung: 29. Oktober 2013            |
| 2016 | Energía Capitol Records (UMG)        | — | — | CH49 (1 Wo.)CH | — | US38 (2 Wo.)US | Latin1 ×4Vierfachplatin · (179 Wo.)Latin | ES44 (1 Wo.)ES | CO— ×5FünffachplatinCO | Erstveröffentlichung: 24. Juni 2016               |
| 2018 | Vibras Universal Music Latino (UMG)  | — | — | CH20 (1 Wo.)CH | — | US15 (18 Wo.)US | Latin1 ×8Achtfachplatin · (181 Wo.)Latin | ES62 (13 Wo.)ES | — | Erstveröffentlichung: 25. Mai 2018                |
| 2019 | Oasis Universal Music Latino (UMG)   | — | — | CH22 (4 Wo.)CH | — | US9 (34 Wo.)US | Latin1 ×8Achtfachplatin · (268 Wo.)Latin | ES23 Gold · (88 Wo.)ES | — | Erstveröffentlichung: 28. Juni 2019 mit Bad Bunny |
| 2020 | Colores Universal Music Latino (UMG) | DE56 (2 Wo.)DE | AT35 (1 Wo.)AT | CH9 (12 Wo.)CH | — | US15 (10 Wo.)US | Latin2 ×5Fünffachplatin · (94 Wo.)Latin | ES2 Platin · (123 Wo.)ES | CO— ×2DoppeldiamantCO | Erstveröffentlichung: 19. März 2020               |
| 2021 | Jose Universal Music Latino (UMG)    | — | — | CH14 (3 Wo.)CH | — | US12 (9 Wo.)US | Latin1 ×6Sechsfachplatin · (84 Wo.)Latin | ES1 Gold · (90 Wo.)ES | CO— ×2DoppeldiamantCO | Erstveröffentlichung: 10. September 2021          |
| 2024 | Rayo Capitol Records (UMG)           | — | — | CH39 (1 Wo.)CH | — | — | Latin13 Gold · (4 Wo.)Latin | ES6 (10 Wo.)ES | — | Erstveröffentlichung: 9. August 2024              |